# 벵가보이스
벵가보이스(Vengaboys)는 네덜란드 로테르담 출신의 유로댄스 그룹이다. 네덜란드 출신의 음악 프로듀서인 베설 판 디펀(Wessel van Diepen), 데니스 판 덴 드리스헌(Dennis van den Driesschen)으로 구성된 음악 프로듀서 그룹인 단스키 앤 델문도(Danski and Delmundo)에 의해 결성되었다.
1990년대 후반에 상업적인 성공을 기록했으며 2001년 5월 2일에는 월드 뮤직 어워드를 수상했다. 대표곡으로 《We Like to Party》, 《Boom, Boom, Boom, Boom!!》, 《We're Going to Ibiza》 등이 있다.

## 음반

### 정규 음반
- 《Up & Down - The Party Album》 (1998년)
- 《The Party Album》 (1999년)
- 《The Platinum Album》 (2000년)

### 컴필레이션 음반
- 《Greatest Hits! Part 1》 (1998년)
- 《Greatest Hits》 (2009년)
- 《The Best of Vengaboys》 (2011년)

### 리믹스 음반
- 《The Remix Album》 (2000년)
- 《Xmas Party Album》 (2014년)

### 싱글
- 《Parada de Tettas》 (1997년)
- 《To Brazil!》 (1998년)
- 《Up & Down》 (1998년)
- 《We Like to Party (The Vengabus)》 (1998년)
- 《Boom, Boom, Boom, Boom》 (1999년)
- 《We're Going to Ibiza》 (1999년)
- 《Kiss (When the Sun Don't Shine)》 (1999년)
- 《Shalala Lala》 (2000년)
- 《Uncle John from Jamaica》 (2000년)
- 《Cheekah Bow Bow (That Computer Song) (featuring Cheekah)》 (2000년)
- 《Forever as One》 (2001년)
- 《Rocket to Uranus (featuring Perez Hilton)》 (2010년)
- 《Hot, Hot, Hot》 (2013년)
- 《2 Brazil!》 (2014년)
- 《Where Did My Xmas Tree Go》 (2014년)
- 《Supergeil (with Coen and Sanders)》 (2016년)

### 프로모션 싱글
- 《Megamix》 (1999년)